# Boogieman
Boogieman è un singolo del rapper italiano Ghali, pubblicato il 17 gennaio 2020 come secondo estratto dal secondo album in studio DNA.

## Descrizione
Seconda traccia dell'album, il brano è stato realizzato con la partecipazione vocale del rapper Salmo.
L'8 maggio 2020 è stata resa disponibile per lo streaming una versione remixata del brano, caratterizzata dalla partecipazione vocale del cantante spagnolo Don Patricio.

## Video musicale
Il videoclip del brano è stato reso disponibile il 3 febbraio 2020 tramite il canale YouTube del rapper.

## Tracce
Musiche di Zef e Walter Ferrari.
Download digitale
1. Boogieman (feat. Salmo) – 2:39 (testo: Ghali Amdouni, Maurizio Pisciottu)

Download digitale – remix
1. Boogieman (Don Patricio Remix) – 2:39 (testo: Ghali Amdouni, Patricio Díaz)

## Formazione
- Ghali – voce
- Salmo – voce aggiuntiva
- Zef – produzione
- Mace – produzione, produzione artistica
- Alessio Buso – ingegneria del suono
- Gigi Barocco – missaggio, mastering
- Dev – co-direzione musicale
- Venerus – co-produzione artistica

## Successo commerciale
In Italia il brano è stato il 61º più trasmesso dalle radio nel 2020.

## Classifiche

### Classifiche settimanali
| Classifica (2020) | Posizione massima |
| ----------------- | ----------------- |
| Italia            | 1                 |

### Classifiche di fine anno
| Classifica (2020) | Posizione |
| ----------------- | --------- |
| Italia            | 23        |